# Doggerská lavice

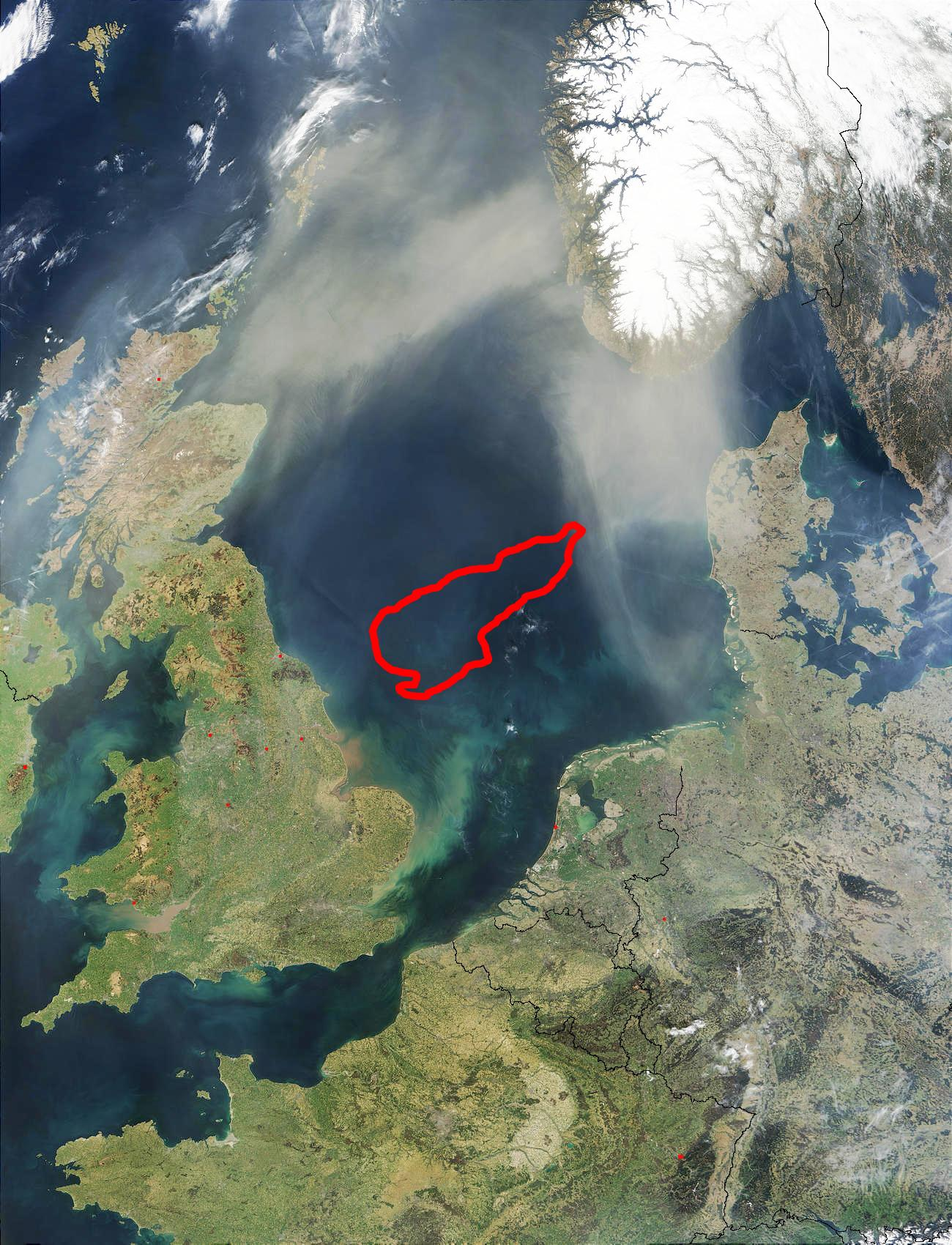
Poloha mělčiny Dogger Bank

Dogger Bank v raném holocénu

Doggerská lavice (anglicky Dogger Bank) je rozsáhlá písčina v mělké oblasti Severního moře cca 100 km od východního pobřeží Anglie. Rozkládá se na cca 17 600 km², přičemž zabírá asi 260 km ve východozápadním a 97 km v severojižním směru. Hloubka vody je v oblasti Dogger Bank mezi 15 a 36 metry, což znamená hloubku o cca 20 m menší než má okolní moře. Je aktivně využívána k rybolovu. Její pojmenování pochází ze slova dogger, což je staré holandské slovo pro rybářskou loď, využívanou především pro lov tresek.

## Obecné údaje
Geologicky jde o morénu, vzniklou v období pleistocénu. V různých obdobích během poslední doby ledové byla tato oblast také součástí pevniny či ostrovem. V tom čase byl Dogger Bank součástí tzv. Doggerlandu, což je název pevninského pásu, propojujícího po skončení poslední doby ledové britské ostrovy s evropskou pevninou. Rybářské trawlery při lovu ryb v oblasti odhalily rašelinu, ostatky mamutů a nosorožců občas i artefakty lovců z paleolitu.
V roce 1931 v oblasti došlo k dosud největšímu zaznamenanému zemětřesení ve Velké Británii, které dosáhlo až 6,1 stupňů Richterovy stupnice, přičemž otřesy byly zaznamenány ve všech zemích přilehlých k Severnímu moři. Ve východní Anglii potom tyto otřesy způsobily řadu škod. Otřes způsobil smrt dvou lidí.
Podle mělčiny Dogger bank byla též pojmenována oblast Dogger sea, toto jméno používá ve svých meteorologických předpovědích pro námořní dopravu BBC Rádio 4.
Na dně mělčiny leží také řada vraků lodí.

## Námořní bitvy a incidenty
Oblast Dogger Banku se stala dějištěm několika bitev a dalších námořních událostí:
- Během devítileté války dne 18. června 1696 zde zvítězila francouzská eskadra pod velením Jeana Barta nad loděmi aliance.
- Během americké války za nezávislost dne 5. srpna 1781 zde bojovala eskadra Royal Navy s holandskou eskadrou.
- Během rusko-japonské války dne 21. října 1904 zde během tzv. incidentu u Dogger Bank zahájily ruské válečné lodě palbu na britské rybářské lodě poté, co je omylem zaměnily za japonské torpédovky.
- Během první světové války se v oblasti odehrály v letech 1915 a 1916 dvě střetnutí mezi britskou Royal Navy a německou Hochseeflotte.
- V roce 1966 se zde německá ponorka Hai (S170) potopila během bouře. 19 z 20 mužů zemřelo – jedno z nejhorších neštěstí v mírové historii německého námořnictva.

## Přírodní zdroje

### Rybolov
Mělčina je důležitou oblastí rybolovu, jsou z ní ve velkých množstvích odlovovány tresky a sledi.

### Výskyt fytoplanktonu
Průzkumem mělčiny Dogger Bank bylo zjištěno, že se jedná o mořské prostředí, které se vyznačuje vysokou roční primární produkcí fytoplanktonu a díky svým mimořádným přírodním vlastnostem byla různými organizacemi navržena na ustanovení Námořní přírodní rezervace.

### Potenciální zdroj větrné energie
V lednu 2010 byla udělena konsorciu Forewind licence pro stavbu větrných farem pro oblast zahrnující 8660 km2, která leží v Dogger Banku. Tato oblast je ve vzdálenosti 125 až 290 kilometrů od pobřeží v hloubkách 18 až 63 metrů. Konsorcium zahrnovalo skotskou společnost SSE plc, německou RWE, norský Statoil a také norský Statkraft. Licence zahrnovala instalovaný výkon 9 GW.
Podle konsorcia měla tato oblast potenciál pro výstavbu 4 GW instalovaného výkonu v hloubkách do 30 metrů a 8 GW v hloubkách do 35 metrů. V roce 2012 mělo konsorcium souhlas s připojením farem o výkonu 6 GW do distribuční sítě a plánovalo výstavbu čtyř větrných farem. Aktuálně se mají stavět následující větrné farmy:
- Dogger Bank A (dříve Creyke Beck A) -  95 13 MW GE turbín s celkovým výkonem 1,235 MW, vlastníci projektu Equinor, SSE a Eni, plánované spuštění 2023[8][9]
- Dogger Bank B (dříve Creyke Beck B) -  95 13 MW GE turbín s celkovým výkonem 1,235 MW, vlastníci projektu Equinor, SSE a Eni, plánované spuštění 2024[10][9]
- Dogger Bank C (dříve Teesside A) -  87 14 MW GE turbín s celkovým výkonem 1,218 MW, vlastníci projektu Equinor a SSE, plánované spuštění 2026[11][9]
- Sofia Wind Farm (dříve Teesside B) - 100 14 MW SG turbín s celkovým výkonem 1,400 MW, vlastník projektu RWE, plánované spuštění 2026[12][13]